# Громош
Громош або Ґромош (словац. Hromoš) — село в Словаччині, Старолюбовняському окрузі Пряшівського краю. Розташоване на півночі східної Словаччини на північних схилах Левоцьких гір.
Вперше згадується у 1600 році.
В селі є греко-католицька церква з 1895 року в неороманському стилі та римо-католицький костел.

## Населення
| Рік:            | 1994. | 2004.   | 2014.   | 2024.   |
| --------------- | ----- | ------- | ------- | ------- |
| Кількість осіб: | 520   | 527     | 517     | 515     |
| Різниця:        |       | +1,34 % | -1,89 % | -0,38 % |

| Рік:            | 2023. | 2024.   |
| --------------- | ----- | ------- |
| Кількість осіб: | 509   | 515     |
| Різниця:        |       | +1,17 % |

В селі проживає 501 осіб.
Національний склад населення (за даними останнього перепису населення — 2001 року):
- словаки — 99,43%
- українці — 0,57%

Склад населення за приналежністю до релігії станом на 2001 рік:
- римо-католики — 74,95%,
- греко-католики — 24,10%,
- православні — 0,76%,
- не вважають себе віруючими або не належать до жодної вищезгаданої церкви — 0,19 %